# Artur Biedl (Altphilologe)
Artur Biedl (* 14. November 1904 in Wien; † 29. Oktober 1950 in Regensburg) war ein österreichischer Klassischer Philologe.

## Leben und Werk
Artur Biedl war der Sohn des Mediziners Artur Biedl (1869–1933), der seit 1913 in Prag lehrte, und seiner Ehefrau Elisabeth Biedl, geb. Biach (* 1882), die 1942 im Ghetto Litzmannstadt umkam. Er studierte an der Deutschen Universität Prag bei Siegfried Reiter und Theodor Hopfner und vor allem bei Edgar Martini, und wurde am 15. Juni 1929 bei diesem mit einer Arbeit zum Werk des Historikers Lucius Cornelius Sisenna promoviert. Von 1931 bis 1938 war er als Assistent am Seminar für Altertumswissenschaft der Universität Prag tätig. Bis 1939 unterrichtete er am Gymnasium in Teplitz-Schönau, während des Krieges arbeitete er als Privatlehrer und Bibliothekar.
1945 musste er die Tschechoslowakei verlassen und lehrte seit Juni 1945 am bischöflichen Seminar und Gymnasium in Straubing und seit Mai 1946 dazu Klassische Philologie an der Philosophisch-theologischen Hochschule Regensburg. 1947 erhielt er einen Ruf an die Universität Greifswald, blieb jedoch in Bayern. Im Juni 1950 wurde er an der Universität München mit einer Arbeit zur Textgeschichte des Diogenes Laertios habilitiert, verstarb jedoch kurz darauf mit nur 45 Jahren an einer schweren Krankheit.
Auf Anregung seines Lehrers Martini beschäftige sich Biedl schon früh mit dem Werk des Diogenes Laertios und insbesondere seiner Überlieferungsgeschichte. 
Verheiratet war er mit Ingeborg Biedl, geb. von Tschermak-Seysenegg (* 22. Juni 1912 in Wien; † 9. Mai 1970 ebenda), Tochter des in Prag lehrenden Physiologen Armin von Tschermak-Seysenegg, mit der er drei Töchter und einen Sohn, den Informatiker Albrecht Biedl (* 1938; † 2023), hatte.

## Schriften (Auswahl)
- De Memmiorum Familia. In: Wiener Studien 48, 1930, S. 98–107.
- Die Himmelsteilung nach der disciplina Etrusca. In: Philologus 86, 1931, S. 199–214.
- Eine griechische Handschrift aus der Sammlung des Bohuslaw v. Lobkowicz. In: Mitteilungen des Vereines für Geschichte der Deutschen in Böhmen 71, 1933, S. 95–119.
- Matthaeus Camariotes Specimen prosopographiae byzantinae. In: Byzantinische Zeitschrift 35, 1935, S. 338–339
- Beiträge zur Geschichte der Codices Palatini graeci. In: Byzantinische Zeitschrift 37, 1937, S. 18–41.
- Der Handschriftenschreiber Joannes Skutariotes. Eine Skizze. In Byzantinische Zeitschrift 38, 1938, S. 96–98.
- Ein bisher vermisster Leidener Bibliothekskatalog des 17. Jahrhunderts. In: Het boek 25, 1938, S. 45–49.
- Der Heidelberger cod. Pal. gr. 129 – die Notizensammlung eines byzantinischen Gelehrten. In: Würzburger Jahrbücher für die Altertumswissenschaft 3, 1948, S. 100–105.
- Das große Exzerpt Ф. Zur Textgeschichte des Laertios Diogenes (=Studi e testi 184). Biblioteca Apostolica Vaticana, Città del Vaticano 1955 (zum Druck vorbereitet von Karl Preisendanz).

## Anmerkung
1. ↑  Die Schreibung Artur ist die korrekte, von ihm selbst in allen seinen Schriften verwendete Namensform, nicht Arthur.